# 와이오밍주의 통계 지구

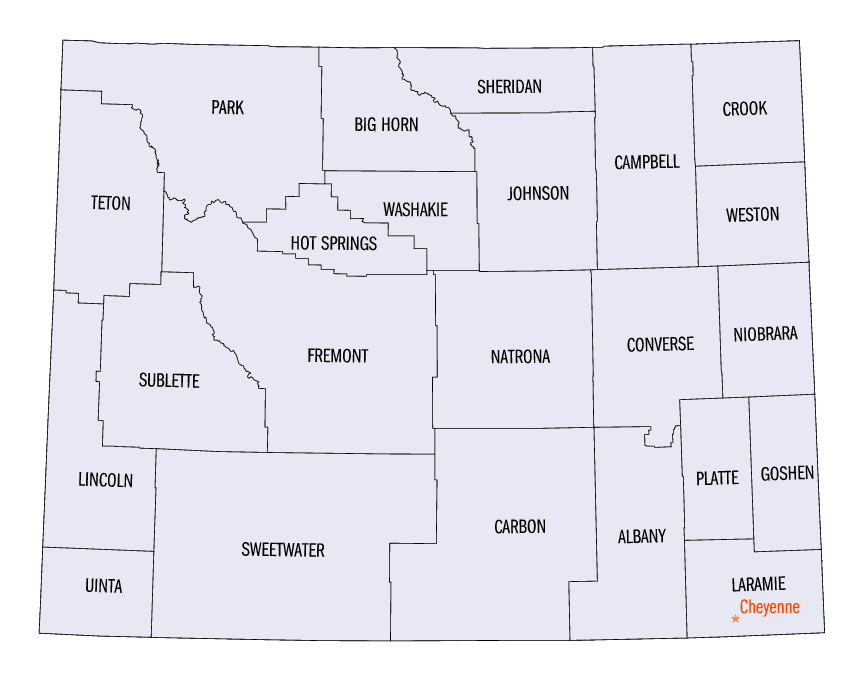
와이오밍 주의 군들

와이오밍의 주기

와이오밍의 통계 지구(Wyoming Statistical Area)는 와이오밍 주에 있는 통계 지구이다.

## 범례
| 범례      | 의미                                     |
| --------- | ---------------------------------------- |
|           | 아이다호에 속하는 지역                   |
|           | 2개의 주 이상에 걸친 지역(와이오밍 해당) |
| 초록 글씨 | 다른 주에 속하는 지역의 인구 수          |
| 파란 글씨 | 와이오밍과 다른 주에 걸친 지역의 인구 수 |

## 배치도
| 핵심 기반 통계 지구 | 인구          | 군           | 인구    |
| ------------------- | ------------- | ------------ | ------- |
| 샤이엔 지구         | 99,500        | 래러미       | 99,500  |
| 캐스퍼 지구         | 79,858        | 내트로나     | 79,858  |
| 질레트 지구         | 60,852        | 캠벨         | 46,341  |
| 질레트 지구         | 60,852        | 크룩         | 7,584   |
| 질레트 지구         | 60,852        | 웨스턴       | 6,927   |
| 록스프링스 지구     | 42,343        | 스위트워터   | 42,343  |
| 리버턴 지구         | 39,261        | 프레몬트     | 39,261  |
| 래러미 지구         | 38,880        | 올버니       | 38,880  |
| 셰리든 지구         | 30,485        | 셰리든       | 30,485  |
| 잭슨 지구           | 35,588 23,464 | 티턴         | 23,464  |
| 잭슨 지구           | 35,588 23,464 | 티턴         | 12,124  |
| 에번스턴 지구       | 20,226        | 유인타       | 20,226  |
| 없음                | 없음          | 파크         | 29,194  |
| 없음                | 없음          | 링컨         | 19,830  |
| 없음                | 없음          | 카본         | 14,800  |
| 없음                | 없음          | 컨버스       | 13,822  |
| 없음                | 없음          | 고셴         | 13,211  |
| 없음                | 없음          | 빅혼         | 11,790  |
| 없음                | 없음          | 서블렛       | 9,831   |
| 없음                | 없음          | 존슨         | 8,445   |
| 없음                | 없음          | 플랫         | 8,393   |
| 없음                | 없음          | 와샤키       | 7,805   |
| 없음                | 없음          | 핫스프링스   | 4,413   |
| 없음                | 없음          | 나이오브라라 | 2,356   |
| 와이오밍            | 와이오밍      | 와이오밍     | 578,759 |

## 참고
- 인구 수는 2019년 기준이며 단위는 '명'이다.
- 래러미군은 와이오밍주 행정 기관들이 있는 샤이엔이 있기 때문에 굵은 글씨로 표기했다.

## 같이 보기
- 대도시 통계 지구